# ولي مميلو (قشلاق الشرقي)
ولي ممیلو (بالفارسية: ولی‌ممیلو) هي قرية تقع في إيران في قسم قشلاق الشرقي الريفي. يقدر عدد سكانها بـ 334 نسمة بحسب إحصاء 2016.